# بسامس
بسامس قرية سورية تتبع ناحية إحسم في منطقة أريحا في محافظة إدلب. بلغ عدد سكانها 3,638 نسمة في عام 2004 حسب إحصاء المكتب المركزي للإحصاء.
تقع في جبل الزاوية. يقع ضمن أراضيها تل النبي أيوب الذي يرتفع 939 م عن سطح البحر.وعلى قمته يوجد مقام يعتقد أنه للنبي أيوب حيث يروى أنه مر بالتل و اغتسل من الماء الموجود في البحيرة التي تشكل فوهة البركان المشكل للتل و شفي من مرضه إثر ذلك.
يوجد مقام في أراضي القرية لزوجة النبي أيوب واسمها رحمة.
تحتوي العديد من المواقع الأثرية أهمها ببودة التي تقع جنوب قرية بسامس و عند أقدام تل النبي أيوب و تذكر الرواية المحلية بأن رحمة زوجة النبي أيوب قد باعت شعرها لسكان ببودة مقابل الطعام والدواء للنبي أيوب..
و موقع سخرين شمال قرية بسامس و تكثر فيه المغاور الأثرية ويعتقد أنه كان مركز لتخزين المؤن.
وموقع كفرصون إلى الغرب من قرية بسامس ويقع على تل صخري يطل على وادي كفرصون مما يجعله موقعاً حصيناً
يحتوي الموقع على عدد من بقايا القصور و الكهوف و المدافن الأثرية الحجرية.
وبالقرب من موقع كفرصون توجد عين ماء أثرية تدعى عين الشيارة ( الصخور الكبيرة) و هي أثرية يمكن النزول إليها . بالإضافة إلى عين أخرى تدعي عين الجديدة تقع غربي تل النبي أيوب و تذكر روايات أهالي القرية أن فرسان بني هلال مروا بها أثناء رحلتهم التي تعرف ب تغريبة بني هلال.
تبلغ مساحة القرية 910 هكتار معظمها أراضي صخرية حيث تحيط الوديان العميقة بالقرية من كل الجهات وأشهر هذه الوديان وادي كفرصون، وادي سخرين، وادي الروج، وادي السلع، وادي الشرقي، وادي ببودة، وادي أبو العجيل و غيرها.
يهتم أهالي القرية بالتعليم ففيها الكثير من حملة الشهادات الجامعية بالإضافة لعملهم بالزراعة وخاصة التين و الزيتون و الكرز و العنب و المحلب و اللوز و غيرها.